# 蒂門湖
53°13′9″N 13°9′10″E / 53.21917°N 13.15278°E
蒂門湖（德語：Thymensee），是德國的湖泊，位於該國西南部，由勃蘭登堡州負責管轄，處於上哈弗爾縣，長2.8公里、寬0.9公里，面積1.1平方公里，海拔高度52米，最大水深5米，水體容量194萬立方米。